# Diana Millay

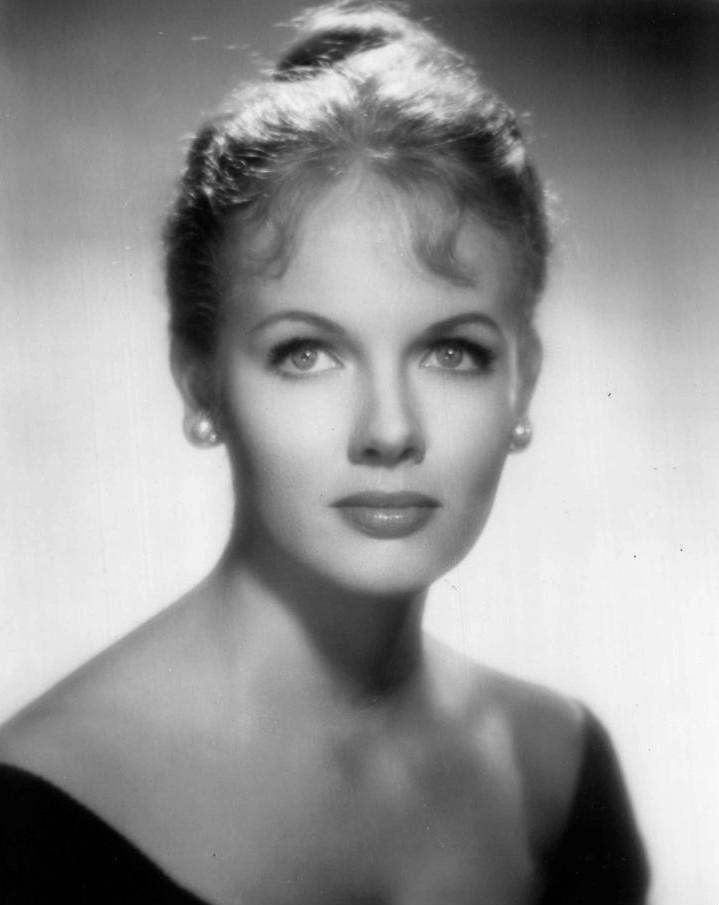
Diana Millay (1960)

Diana Claire Millay (* 7. Juni 1935 in Rye, New York; † 8. Januar 2021 in New York City) war eine US-amerikanische Schauspielerin. Bekanntheit erlangte sie durch ihre Auftritte in einer Vielzahl von Fernsehserien der 1950er und 1960er Jahre.

## Leben
Diana Millay begann ihre Laufbahn als Model, darunter bereits im Kindesalter für den Kleidungshersteller Montgomery Ward. Während der Schulferien trat sie als Schauspielerin in Theaterstücken auf und war ab 1957 auch am Broadway zu sehen.
Ihr Fernsehdebüt gab Millay bereits 1954, die erste Filmrolle folgte 1957 in Straße der Sünderinnen. In den folgenden Jahren trat sie in einer Vielzahl von Fernsehserien auf und wurde hierfür 1962 im Rahmen der Emmy Awards zur Miss Emmy ernannt. Zudem moderierte sie gemeinsam mit Bob Newhart einen Teil der Sendung. Zu Millays bekanntesten Fernsehauftritten zählt die Rolle der Laura Collins in 62 Folgen von Dark Shadows. Zu ihren wenigen Filmrollen gehören die der Dr. Ann Phillips in Tarzan am großen Fluß sowie abermals als Laura Collins im Dark-Shadows-Film Das Schloss der verlorenen Seelen. 1971 zog sich Millay von der Schauspielerei zurück.
Diana Millay war von 1966 bis zur Scheidung 1968 mit dem Theaterproduzenten Geoffrey Jones verheiratet. Der gemeinsame Sohn kam am 7. Juni 1967, Millays 32. Geburtstag, zur Welt. Sie wohnte zuletzt in New York und starb dort am 8. Januar 2021 im Alter von 85 Jahren.

## Filmografie (Auswahl)

### Filme
- 1957: Straße der Sünderinnen (Street of Sinners)
- 1961: Las Vegas Beat (Fernsehfilm)
- 1967: Tarzan am großen Fluß (Tarzan and the Great River)
- 1971: Das Schloss der verlorenen Seelen (Night of Dark Shadows)

### Fernsehserien
Soweit nicht anders erwähnt jeweils eine Folge.
- 1954: The Secret Storm
- 1960: The Westerner
- 1960: Maverick
- 1961: Westlich von Santa Fé (The Rifleman)
- 1961: Bonanza
- 1961: Rauchende Colts (Gunsmoke)
- 1961: Hawaiian Eye
- 1961–1963: Perry Mason (drei Folgen)
- 1962: Am Fuß der blauen Berge (Laramie)
- 1962/1963: Tausend Meilen Staub (Rawhide; zwei Folgen)
- 1963: Meine drei Söhne (My Three Sons)
- 1963: Temple Houston
- 1964: 77 Sunset Strip
- 1964: Die Leute von der Shiloh Ranch (The Virginian)
- 1964: Solo für O.N.C.E.L. (The Man from U.N.C.L.E.)
- 1966–1969: Dark Shadows (62 Folgen)